# Bettongia anhydra
Bettongia anhydra este o specie recent dispărută de marsupial potoroid.

## Taxonomie
Un craniu colectat în anii 1930 a fost clasificat ca Bettongia penicillata anhydra și ulterior a fost considerat drept sinonim al Bettongia lesueur. Prima descriere a fost realizată de Hedley Herbert Finlayson și publicată în 1957. O examinare a morfologiei și dovezilor moleculare a propus acest specimen ca tip al unei noi specii, Bettongia anhydra. Tipul a fost colectat în 1933 de la un animal recent mort la Lacul Mackay, în vestul Teritoriului de Nord, de către Michael Terry.
Studiile filogenetice separă această specie și B. lesueur de linii descendente care au apărut într-o perioadă ulterioară.

## Descriere
Specie a genului Bettongia, este un mamifer de mărime mică până la mijlocie, de obicei nocturn și fungivor. Dentiția speciei Bettongia anhydra seamănă cu cea a speciilor Potorous și cu cele din genul Bettongia.